# Durchlauchtster Leopold, BWV 173a
Durchlauchtster Leopold, BWV 173a (Sereníssim Leopold), és una cantata profana de Johann Sebastian Bach composta en honor del príncep Leopold d'Anhalt-Köthen, estrenada a Köthen el 10 de desembre de 1717.

## Origen i context
Aquesta cantata en homenatge del príncep Leopold pel seu vint-i-unè aniversari, fou escrita per Bach tot just arribat a Köthen, després que el duc de Weimar l'alliberés de l'empresonament d'un mes que li havia imposat com a càstig per les reclamacions poc respectuoses, exigint-li l'autorització per anar-se'n a la cort de Köthen. La partitura que es conserva està datada el 1722, fet pel qual no pot descartar-se que aquest sigui l'any de l'estrena.

## Anàlisi
Obra escrita per a soprano, baix, dues flautes travesseres, fagot, corda i baix continu. Consta de vuit números.
1. Recitatiu (soprano): Durchlauchtster Leopold (Sereníssim Leopold)
2. Ària (soprano): Güldner Sonnen frohe Stunden (Daurats estels dels alegres moments)
3. Ària (baix): Leopolds Vortrefflichkeiten (La magnificència de Leopold)
4. Ària (duet de baix i soprano): Unter seinem Purpursaum (Damunt el seu rivet porprat)
5. Recitatiu (duet de soprano i baix): Durchlauchtigster, den Anhalt Vater nennt (Sereníssim, el qui com a pare Anhalt t’anomena)
6. Ària (soprano): So schau dies holden Tages Licht (Que vegis somriure la llum d'aquesta diada)
7. Ària (baix): Dein Name gleich der Sonnen geh (El teu nom és com la sortida del sol)
8. Cor (duet soprano i baix): Nimm auch, großer Fürst, uns auf (Gran príncep accepta’ns i també)

El recitatiu introductori, acompanyat de la corda, presenta una coloratura virtuosa. El segon moviment recorda una dansa amable interpretada principalment per les flautes i la corda. Segueix l'ària del tercer moviment, molt breu i vivace, que és una lloa de les virtuts de príncep. El duet de soprano i baix, marcat com a “tempo di minuetto”, és una de les àries més originals de Bach, té una estructura tripartita d'acord amb les tres estrofes del text, en què la segona i la tercera parts són variacions de la primera. El recitatiu del número 5 és un duet de soprano i baix en arioso, que va seguit d'una ària de soprano. Igual que les altres dues àries anteriors té un aire de dansa, en aquest cas una bourrée, dominada per les flautes que reforcen el primer violí. El setè moviment és una altra ària, ara de baix, que contrasta amb les anteriors; la veu, el fagot i el violoncel toquen un concertante a l'uníson, per sobre del continu format pel violí i el clavecí. El cor final, interpretat pels dos solistes, té també aire de dansa, en concret de polonesa; estructurat en dues seccions, en cadascuna d'elles primer se sent el conjunt instrumental i es repeteix amb les veus incorporades. Té una durada aproximada de vint-i-tres minuts.

## Discografia seleccionada
- J.S. Bach: Secular Cantatas BWV 173a & 201. Gustav Leonhardt, Orchestra of the Age of Enlightenment, Monika Frimmer, David Wilson-Johnson. (Philips), 1995.
- J.S. Bach: Complete Cantatas Vol. 9. Ton Koopman, Amsterdam Baroque Orchestra & Choir, Lisa Larsson, Klaus Mertens. (Challenge Classics), 2005.
- J.S. Bach: Secular Cantatas Vol. 3. Masaaki Suzuki, Bach Collegium Japan, Johanne Lunn, Roderick Williams. (BIS), 2012.
- J.S. Bach: Congratulatory and Hommage Cantatas. Helmuth Rilling, Bach-Collegium Stuttgart, Marlis Petersen, Klaus Häger. (Hänssler), 2000.
- J.S. Bach: Secular Cantatas Vol. II. Bernard Labadie, Les Violons du Roy, Dorothea Röschmann, Kevin McMillan. (Dorian Recordings), 1994.